# Lista över de största klockorna i Storbritannien

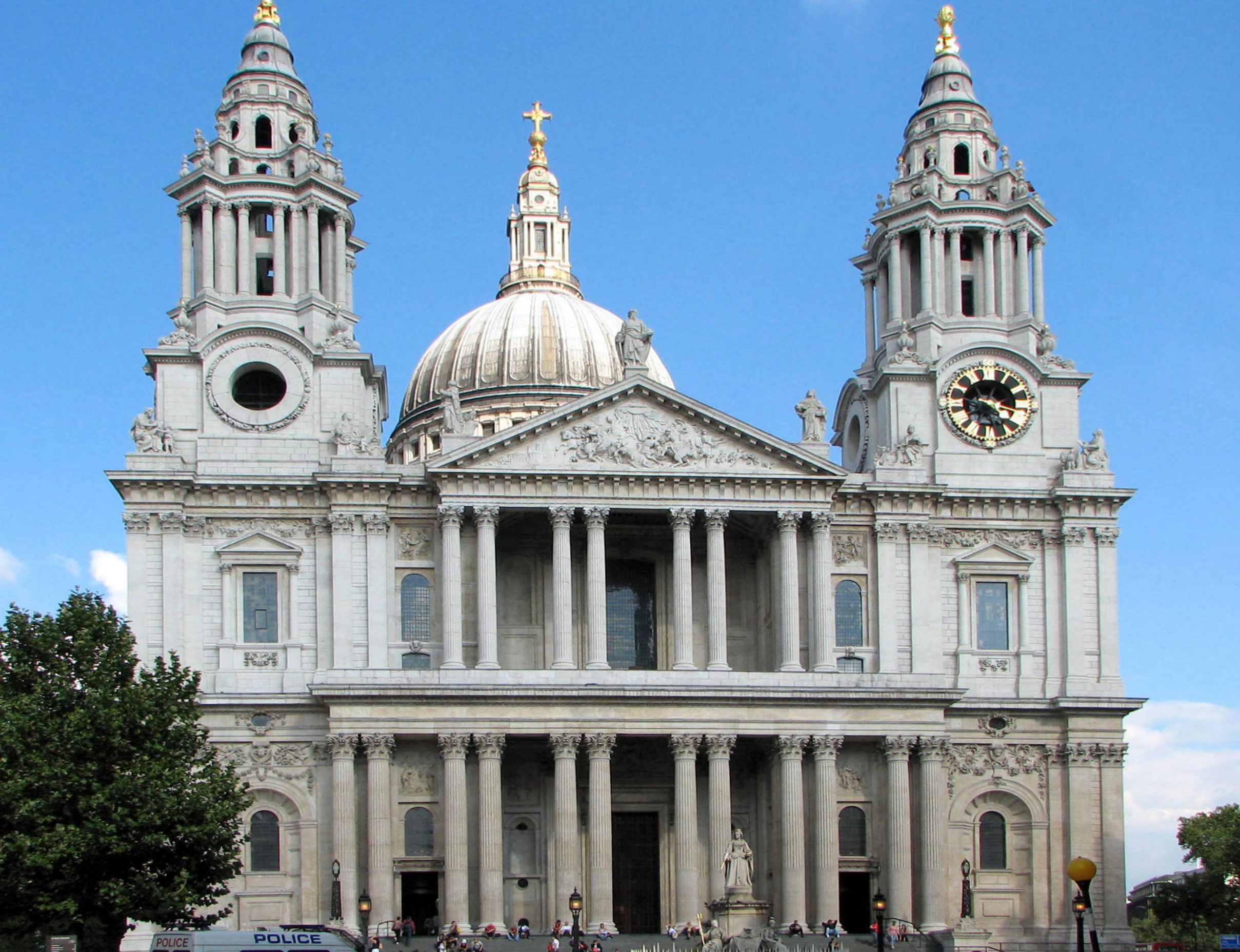
Sankt Pauls-katedralens västfasad. Great Paul, Storbritanniens och de brittiska öarnas största klocka, hänger i det sydvästra tornet till höger.

I denna artikel redovisas olika uppgifter om de största klockorna i Storbritannien, vilka alla väger minst 5 ton. Klockorna redovisas här under var sina rubriker i storleksordning. Alla dessa finns i landsdelen England. De är också störst av alla klockor på de brittiska öarna.
De klockor som inte längre existerar redovisas under kursiverade rubriker. Andra stora klockor i Storbritannien som inte väger över 5 ton finns med i en längre lista på .

## Great Paul

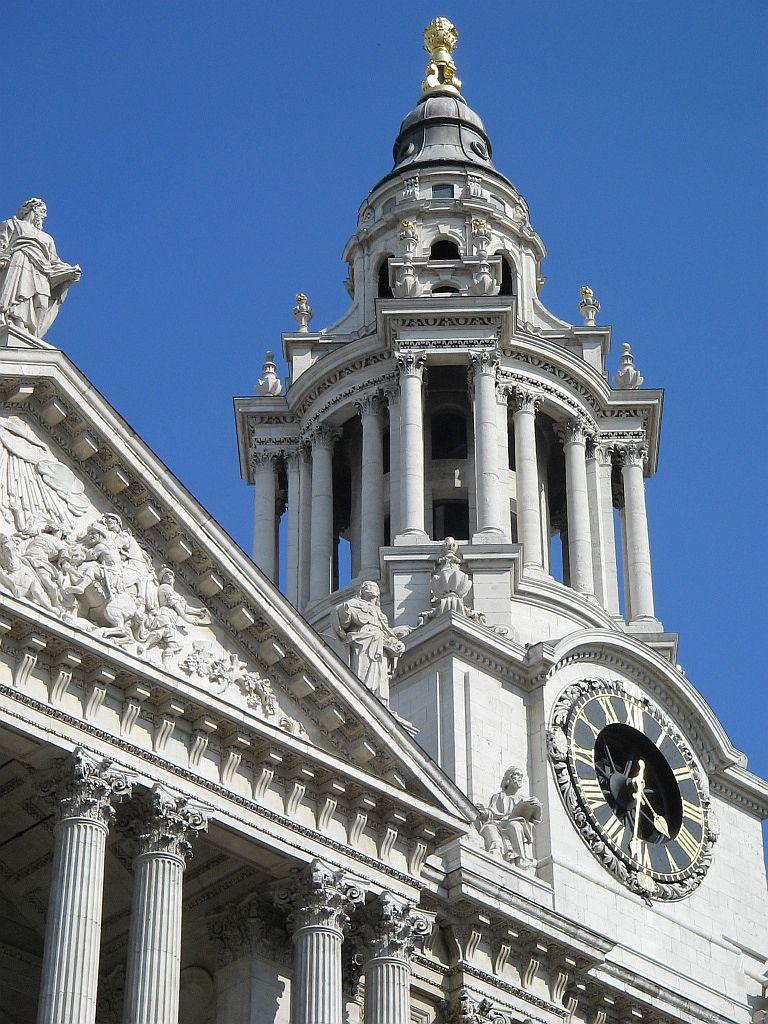
Närbild på det sydvästra tornet i Sankt Pauls-katedralen.

Great Paul (”Stora Paul-klockan”) i Sankt Pauls-katedralens sydvästra torn (det högra tornet från väster) är Storbritanniens största kyrkklocka och väger 17,0 ton (37 
483 skålpund = 17 002,0 kg).  Den göts 1881 av klockgjuteriet Taylor i Loughborough.

## Den förstaBig Ben(misslyckad)
Den första Big Ben (”Stora Benjamin-klockan”) som beställdes för klocktornet i Westminsterpalatset (Storbritanniens parlamentshus) vägde 16,2 ton (35 666 skålpund = 16 177,8 kg). Den göts av klockgjuteriet Warner men sprack vid ett test av klockan. Den ersattes påföljande år av en något lättare klocka (se nedan).

## Great George

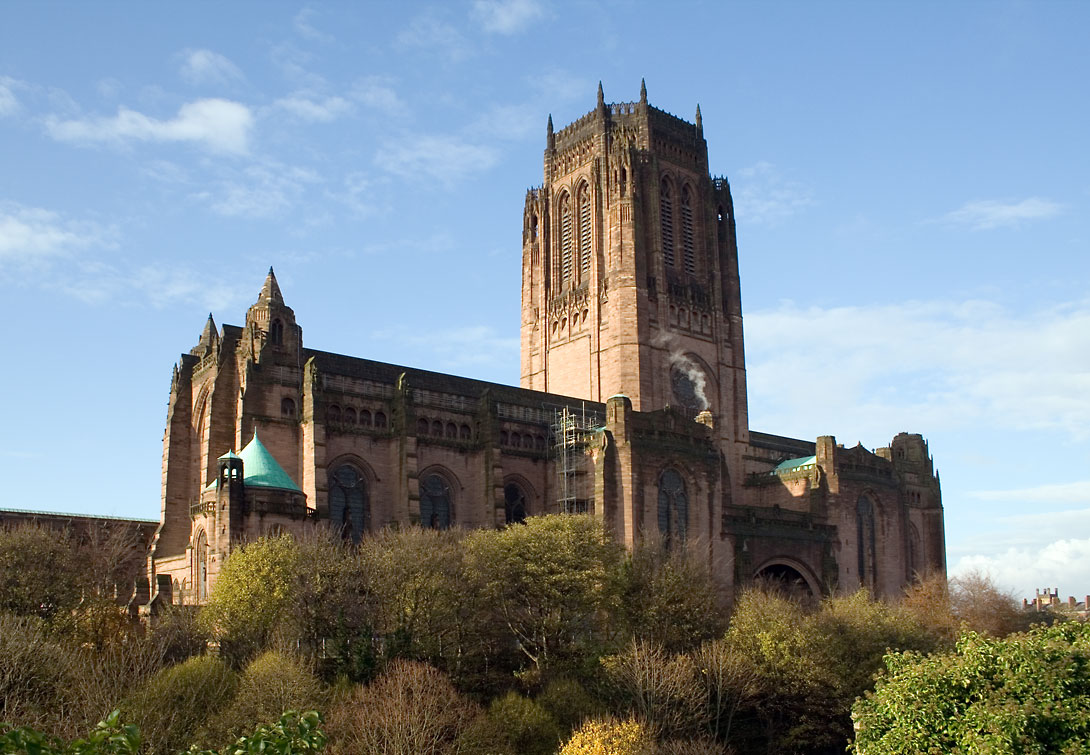
Liverpool Cathedral.

Den stora klockan Great George (”Stora Georg-klockan”) i Liverpool Cathedral väger 15,01 ton (33 098 skålpund) eller 14,5 engelska long tons (14,7 ton). Den har slagtonen ciss och göts 1940 av klockgjuteriet Taylor.

## Big Ben (lyckat exemplar)

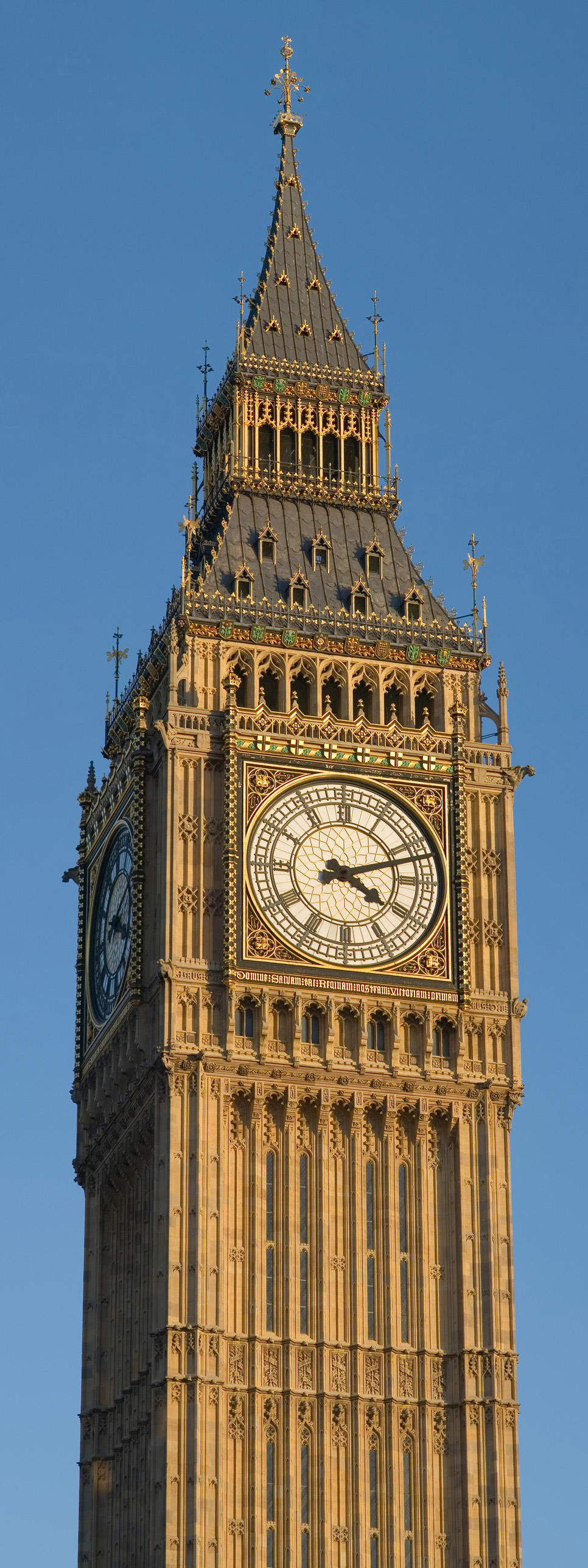
Klocktornet vid parlamentshuset i London, som var världens största fyrsidiga tornur fram till år 1970, se vidare i artikeln Big Ben (avsnitt). Den största slagklockan i tornuret kallas Big Ben.

Det lyckade och något lättare exemplaret som blev slagklockan Big Ben i Westminsterpalatsets klocktorn väger 13,76 ton (30 339 skålpund = 13 761,5389 kg). Den göts 1858 av G.Mears & Co. (klockgjuteriet Whitechapel Bell Foundry).
Den ersatte ett äldre kortvarigt exemplar som göts 1856 och senare sprack vid en provringning av klockgjuteriet Warner bell (se ovan). Den är något sprucken efter att ha spruckit efter en kort användning ett tag efter upphängningen.

## Great Peter (nuvarande)
Great Peter (”Store Peter”) är den största klockan i katedralen i York (York Minster) och hänger i katedralens nordvästra torn. Den är den största klockan i Storbritannien och på de brittiska öarna som fortfarande rings manuellt, för hand.

### Vikt
Great Peter väger 216 hundredweights (cwt) och 10,8 engelska long tons (enligt annan uppgift 10,75 long tons). Omräknat till metersystemet blir 216 cwt och 10,8 long tons 10,973 ton (10 973,3 kg), medan 10,75 long tons blir 10,92 ton (10 922,5 kg). Enligt en annan källa väger den 11,0 ton (24 270 skålpund = 11 008,7 kg) och 216-2-22 (samma siffra som ovan). Före stämningen av klockan vägde klockan enligt uppgift 245-0-9 (27 449 skålpund).

### Klockgjuteri och äldre klocka

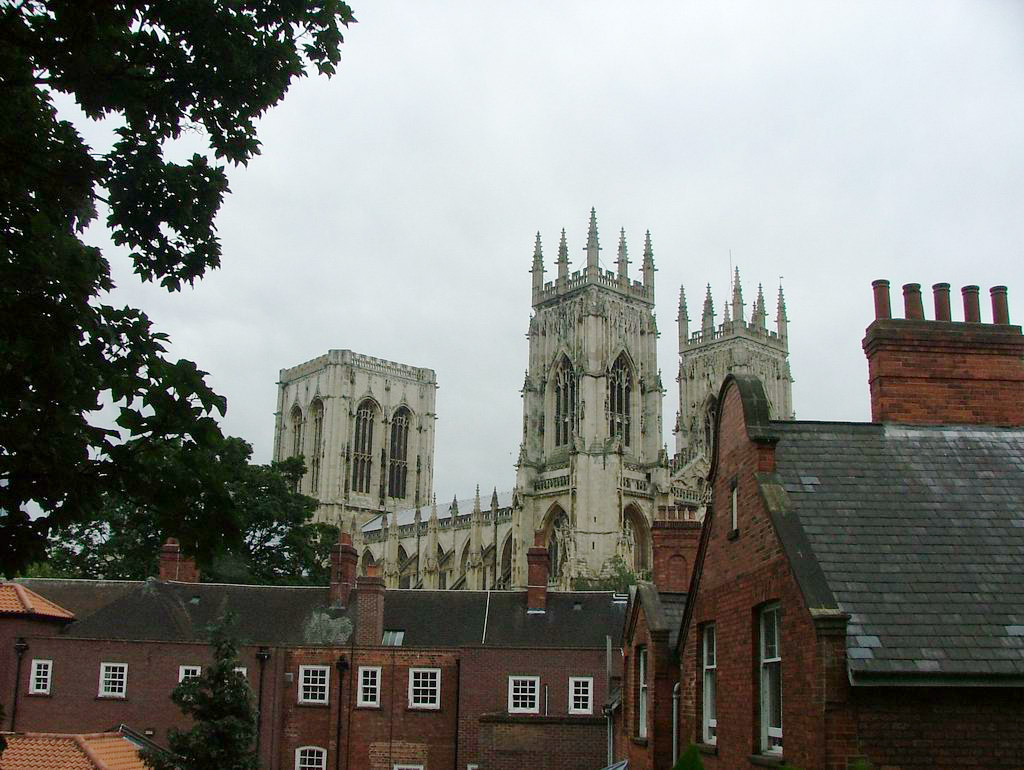
York Minster.

Great Peter göts och installerades 1927 av klockgjuteriet Whitechapel bell foundry och ersatte en något lättare klocka som gjutits 1845 (se nedan) av samma gjuteri och som vägde 215 cwt (10,92 ton eller ~10 922,5 kg). Dess metall göts detta år 1927 om till den nya (dagens) Great Peter (se nedan).

### Klockstol, ringning och motbalanserad kläpp
Samma klockstol användes för den nya klockan som för den gamla. Klockan rings för hand genom att den lyfts upp ca en tredjedel upp och sedan svängs tillbaka och kan, bland annat genom att upphängningen i en vinklad klockstock skötas av en person. Den är således den största klockan på de brittiska öarna som rings för hand.
Klockans kläpp är också balanserad (motbalanserad, se ovan under Great Paul) så att den lättare stöter emot klockan inifrån. Den väger 26 hundredweights vilket motsvarar 1320,861 kg.
Great Peter rings varje dag vid klockan tolv (middagsringning) i fem minuter och har tonen ess. Den fungerar även som timklocka, tillsammans med sex tornursklockor.

### Webbkällor och externa länkar
- http://www.yorkminster.org/ York Minsters webbplats (se “History page”).
- York ringers’ webbplats med tornbilder och bilder på nya och gamla klockan.
- Fler bilder från tornet på samma webbplats med alla klockors historia i båda tornen (inklusive de elva växelringningsklockorna gjutna av Taylors klockgjuteri 1933 och (åter)installerade i det sydvästra tornet 1989.
- Om bland annat York Minster på stadens Yorks turistsajt.  Tryck "11" på sidan om York Minster, för att se bilder på Great Peter när den kommer tillbaka från gjuteriet 1927.
- ”Ringares guide” av klockorna i York Minster på www.bellhistorians.org.uk.
- Bill Hibberts inspelning av klockan
- John Ketteringhams inspelning (möjligen kopierad från Bill Hibbert).[död länk]
- Den plats York Minsters klockor listas på bland klockgjuteriet Taylors klockor
- Video på Youtube där Great Peter sägs ingå mitt i växelringningen: , samt några fler klipp med växelringning: , , , ,  och
- Inledande klockslagsmelodi och fortsättning med timslagen med Great Peter.
- Klockslagsmelodi och klockspel

## GamlaGreat Peter
Gamla Great Peter i York Minster (se om den nya ovan) vägde ~24 080 (+-56) skålpund och 215 cwt, vilket båda är 10,92 ton (~10 922,5 kg). Enligt en annan källa vägde den 200 hundredweights som är 10,16 ton eller 10160,47 kg. Det kan ha varit klockans skrotningsvikt, det vill säga vikten av metallen som göts om till den nya Great Peter. Skrotningsvikten var nämligen enligt en annan källa 200-0-14 (22414 lbs = 10166,82 kg).
Gamla Great Peter göts 1845 av C & G Mears (detsamma som Whitechapel Bell Foundry). 
Ursprungligen skulle den ingå som växelringningsklocka för att ringas i hel cirkel, och då krävdes två hjul för klockan och fyra ringningsrep, men en sådan ringning visade sig vara omöjlig att åstadkomma.

### Webbkälla och extern länk
- York Minsters klockors plats bland gjutna klockor av klockgjuteriet Whitechapel

## Little John

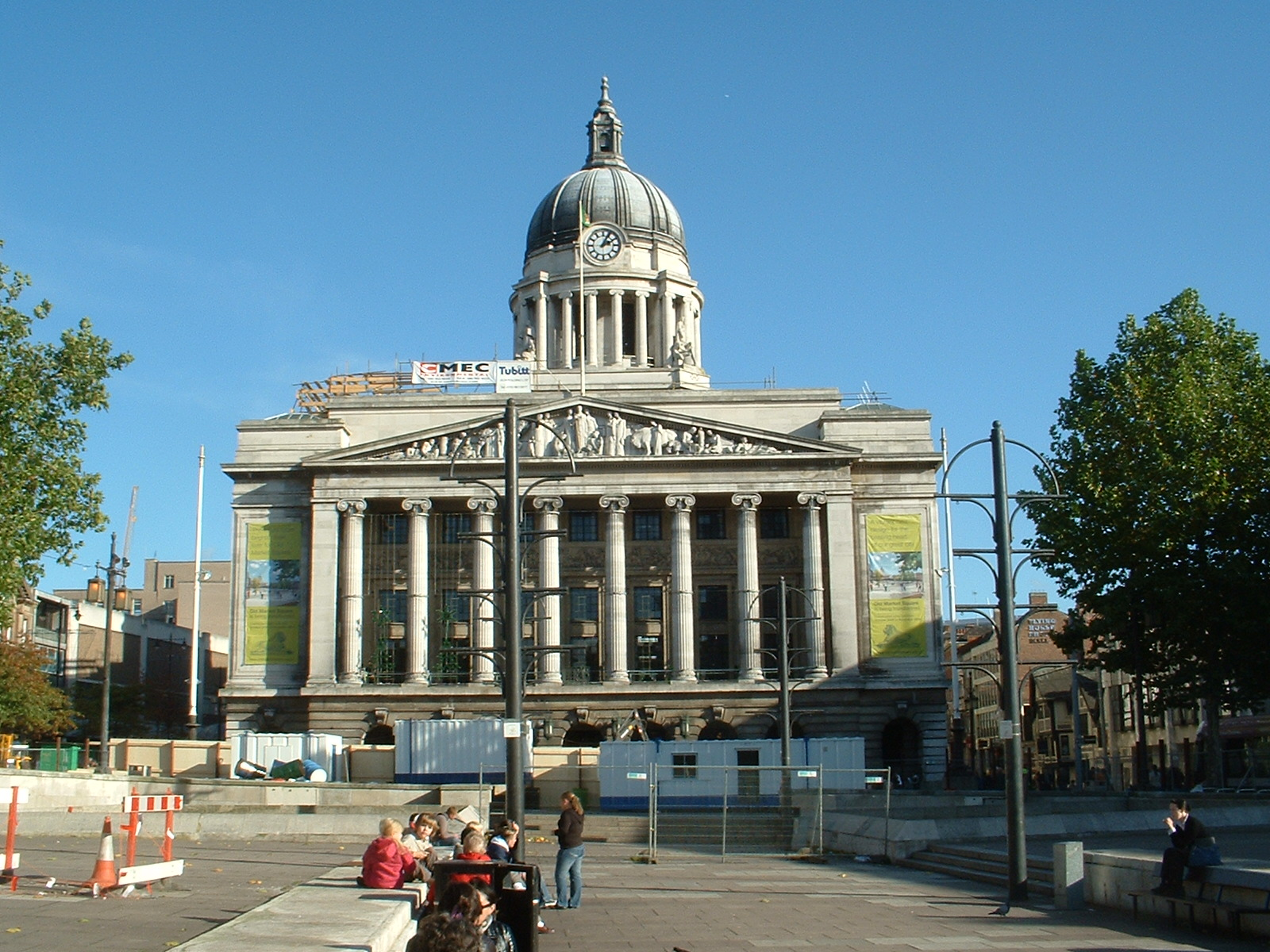
Council House i Nottingham.

Little John (”Lille Johan”, jämför Little John i legenden om Robin Hood), är en stor slagklocka för timslagen (timklocka) i Council House (fullmäktigehuset, stadshuset) vid Old Market Square (”Gamla torget”)  i Nottingham i Nottinghamshire  (på platsen för det tidigare börshuset Exchange building).
Den göts 1928 av klockgjuteriet Taylor och har slagtonen ess. Den är den lägst stämda icke-svängande klockan och slagklockan på de brittiska öarna. Den väger 10,5 ton (eller 10,5 long tons) enligt stadens egen webbplats, vilket om det senare, long tons, gäller motsvarar 10 668,486 kg, det vill säga 10,67 ton. Enligt en annan webbplats väger den 23 211 skålpund, vilket motsvaras av 10 528,33 kg, samt 207-0-27 som avrundat blir 10 529 kg. Detta är därför troligen den korrekta vikten. Innan klockan stämdes vägde den ~11 ton (224-0-12, 25 100 skålpund) . Fyra ytterligare klockor finns i tornets tornur, som spelar samma melodier som Big Ben, så kallade Westminster Quarters eller Cambridge Quarters (se Big Ben).

## Great George, Bristol
Great George hänger i tornet Wills Tower i universitets huvudbyggnad i Bristol och väger 9,72 ton (21 439 skålpund = 9 724,567 kg; samt 191-1-19 = ~9 704 kg). Den har slagtonen diss (321 Hz) och rings i endast vid mycket speciella tillfällen, genom slow swinging (inte växelringning). Den göts 1925 av klockgjuteriet Taylor. Klockans vikt före stämningen av den var 232-2-21 och 26 061 skålpund, vilket är cirka 12 ton.

## Joe o’Highmoor
Joe o'Highmoor var en timklocka som hängde i Highmoor Bell Tower ”Highmoors klocktorn” på ett privat gods i Wigton i Cumbria, England. Den vägde 8,94 ton, det vill säga 8 941,212 kg = ~19 712(+/-56) skålpund; samt 8 941,213 kg = 176 cwt. Den hade slagtonen giss (427 Hz) och göts av klockgjuteriet Taylor 1884.
Timklockan var sammankopplad ett automatiskt klockspel med nio klockor. Detta hade tillverkats av van Aerschodt och spelade en melodi var tredje timme. Det hela skrotades eller försvann 1920, men tornet står kvar.

### Webbkällor och externa länkar
- Mer om företaget van Aerschodt

## Great Abel
Den nuvarande Great Abel är timklocka i stadshuset (town hall) i Manchester och väger 8,27 ton (18 231 skålpund = 8 269,44 kg). Den ingår i ett klockspel med 10 klockor och har slagtonen fiss och göts 1882 av klockgjuteriet Taylor. Den väger 162-3-03 (~8 231 kg) och ersatte en lättare klocka som göts sex år tidigare (se nedan), vilken också var basklocka i ett klockspel med 21 klockor.

### Webbkällor och externa länkar
- Bill Hibberts inspelning av klockan

## En klocka i Oseney Abbey
På medeltiden fanns en stor klocka i Oseneys kloster Oseney Abbey, väster om Oxford. Den sägs ha vägt 152 cwt, det vill säga 7,72 ton (152 cwt = 7 721,9565 kg). När klostret upplöstes efter reformationen i landet togs klockan till tornet Tom Tower i Oxford och kallades därefter Great Tom. Den göts om 1680 och fick lägre vikt (se mer om den nedan under rubriken ”Great Tom, Oxford”).

## Hosanna

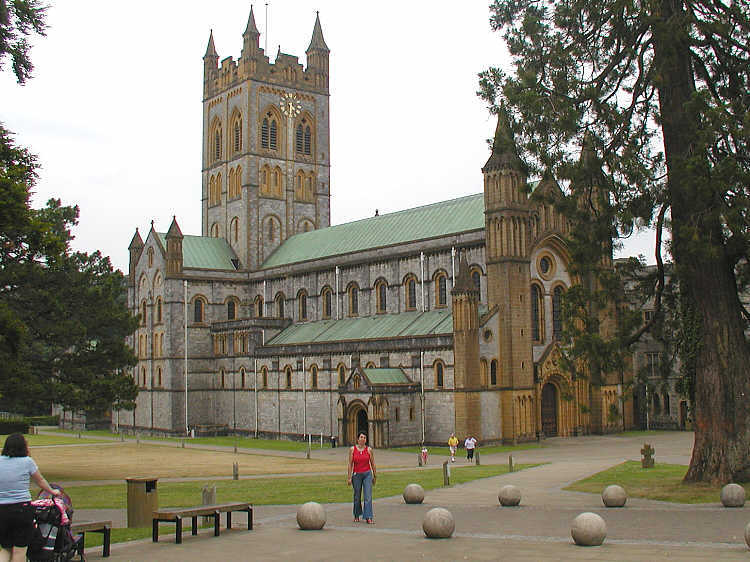
Buckfast Abbey.

Hosanna är den största klockan i den katolska återuppbyggda klosterkyrkan Saint Mary’s i Buckfast Abbey. Den ligger i Buckfastleigh i grevskapet Devon i sydvästligaste England. Den väger 7,57 ton (7 569,55 kg omräknat till metersystemet från uppgiften 149-0-18). Enligt en av källorna väger den likväl 16 706 skålpund, vilket är 7 577,714 kg och väl motsvarar de tidigare uppgifterna. Hosanna göts 1936 av klockgjuteriet Taylor.
Hosanna hänger mitt i tornet mittemellan tornets övriga tolv klockor, vilka hänger i en så kallad ”klockring” ring of bells, vilka rings genom växelringning. Dessa göts av klockgjuteriet Warner 1907 och 1910.

### Webbkällor och externa länkar
- http://www.youtube.com/watch?v=H1Z5kAT96kM&feature=related och
- http://www.youtube.com/watch?v=a4cnf6V70FQ&feature=related

## Great John

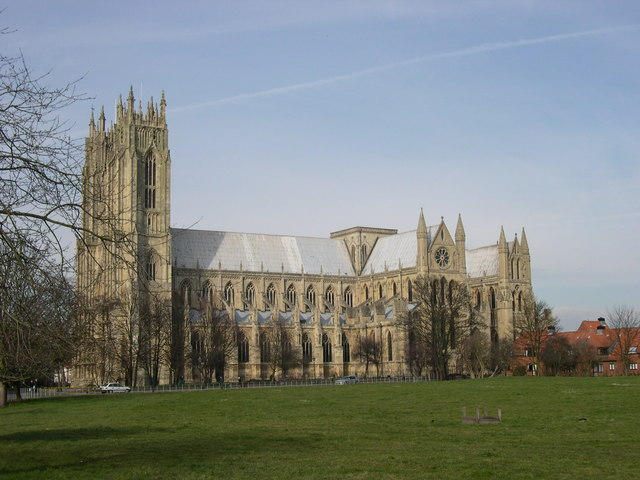
Beverley Minster är en av de största kyrkorna i England, vilken samtidigt inte är en katedral.

Great John hänger i det sydvästra tornet i Beverley Minster i Beverley i East Riding of Yorkshire (tidigare Humberside) och väger 7,15 ton (7 150,88 kg = 15 765 skålpund). Den har slagtonen (395 Hz) och av göts 1901 klockgjuteriet Taylor. 140-3-01 Den är timklocka och används även för slow swinging (se ovan), och ersatte Great Bell “Stora klockan” från år 1900 (se längre nedan). De tio klockorna i klockringen the ring of bells i det nordvästra tornet används också som slagklockor för kvartarna. 

### Webbkällor och externa länkar
- David Bryants inspelning av klockan (förmedlad av Bill Hibbert)
- John Ketteringhams inspelning av klockan[död länk]

## GamlaGreat Abel
Föregångaren Great Abel till dagens klocka Great Abel (se ovan) i Manchesters stadshus hade slagtonen fiss. Den vägde 6,55 ton (~14 448(+/-56) skålpund = 129 cwt = 6 553,5 kg). Den göts av Taylor 1876 och göts om sex år senare. Great Abel var timklocka i stadshuset. 

## Great Tom, Oxford

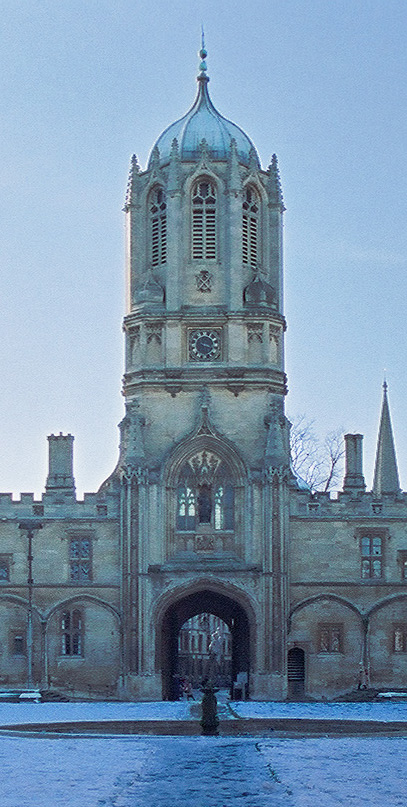
Tornet Tom Tower sett från gården.

Great Tom (“Store Tom”) hänger i det tidigare porttornet  Tom Tower ”Tom-tornet”, vid Christ Church College vid Oxfords universitet i Oxford. Tornet ritades 1682 av Christopher Wren).
Great Tom har slagtonen a/aiss och göts 1680  av Christopher Hodson och göts då om ur metallen från en stor medeltida klocka från Oseneys kloster Oseney Abbey. Den sägs ha vägt 152 cwt, det vill säga 7,72 ton (152 cwt = 7 721,9565 kg).
Klockan hängdes ursprungligen upp för att ringas traditionellt, men det skedde sällan. 1953 installerades balanserande motvikter på klockan så att den skulle kunna ringas för hand på ett sätt, så kallad slow swinging. Den rings 101 gånger klockan 21:05 varje kväll till åminnelse av de 101 första studenterna vid Christ Church College vid Oxfords universitet.
Great Tom väger 6,25 long tons, vilket motsvarar 6,35 ton (6 350,3 kg). Enligt andra uppgifter väger den 6,32 ton (13944 skålpund = 6 324,9 kg) och 6,3 ton (124-2-0 = 6 300,4 kg).

### Webbkällor och externa länkar
- http://www.finestoneminiatures.com/catalog/catalog_76.htm
- Handringning av den 6,25 engelska ton tunga Great Tom (på Youtube).
- Bill Hibberts inspelning av klockan när den slår klockan 5[död länk]
- John Ketteringhams inspelning av klockan när den slår klockan 1 (möjligen förkortad version av Bill Hibberts inspelning)[död länk]

## Big Joe eller Big Brum
Big Joe eller Big Brum hänger i klocktornet The Chamberlain Clock Tower i Birmingham University vid University Square i Birmingham. Den väger 6,18 ton (6 177,474 kg - 13 619 skålpund; eller 121-2-11 = ~6 148 kg) och har slagtonen g (401 Hz). Den göts 1908 av klockgjuteriet Taylor.

## Klockan ”Major” i Newcastle

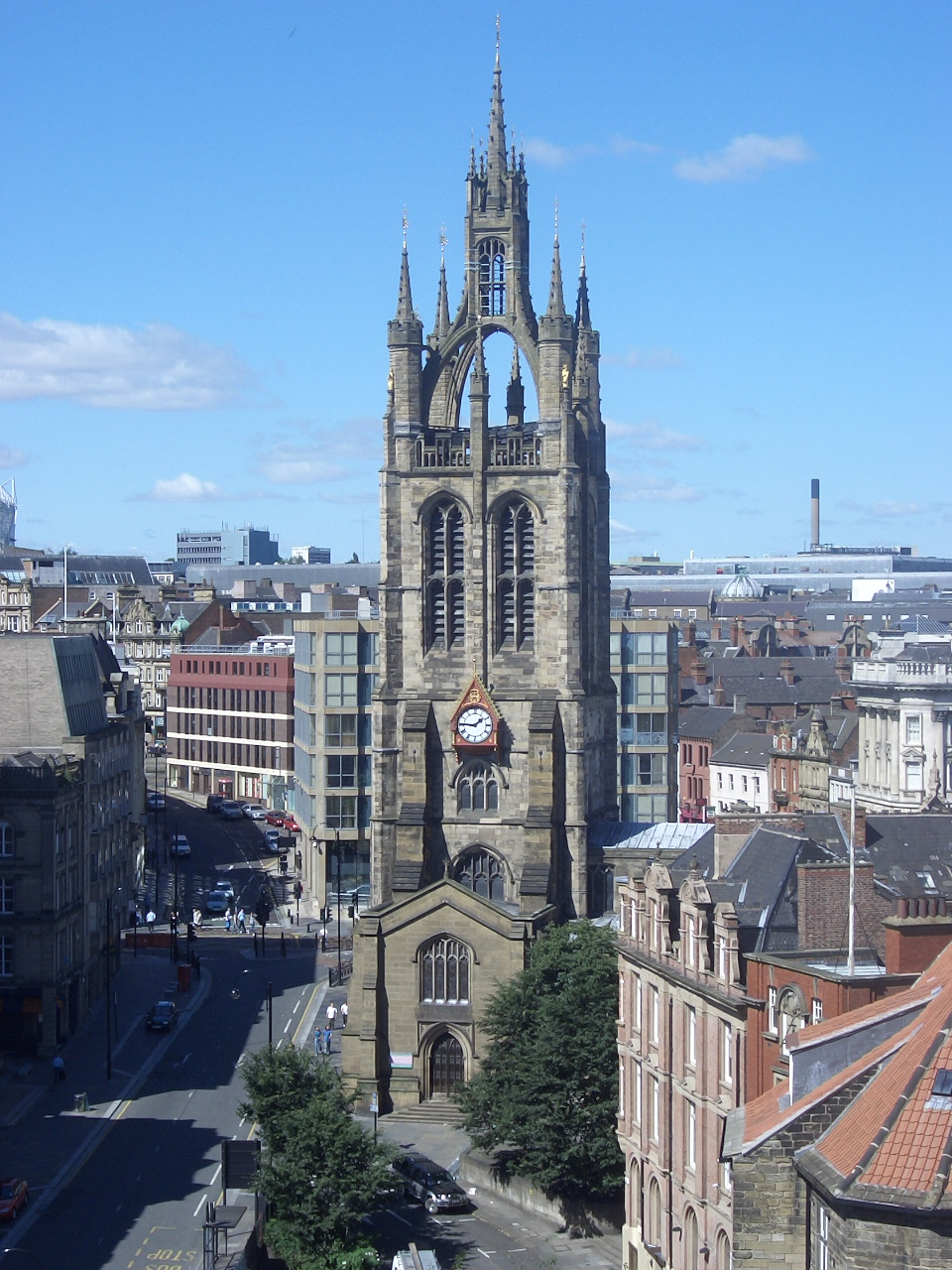
Katedralen i Newcastle.

Klockan Major i den anglikanska katedralen i Newcastle upon Tyne väger 6,02 ton (13 272 skålpund, samt 118-2-0 eller 118-1-27, vilket är cirka 6 ton). Den har slagtonen ass och göts 1891 av klockgjuteriet Taylor och ersatte då en klocka som vägde 3,3 ton (= 65 cwt) och som gjutits 1833 av James Harrison. Den var då vid gjutningen den sjätte största i landet.
Den är timklocka och rings även genom så kallad slow swinging och mekanismer för att åstadkomma detta (motvikter) installerades på 1990-talet av klockgjuteriet Taylor, som ursprungligen gjutit klockan. I tornet finns även a ring of bells en “klockring” för att ringas genom växelringning. De 13 klockorna där har gjutits i omgångar: 1892, 1914 och 1999.

### Webbkällor och externa länkar
- Bill Hibberts inspelning av klockan
- John Ketteringhams inspelning av klockan[död länk]

## Great Bell, Beverley Minster
Great Bell i Beverley Minster i Beverley, East Riding of Yorkshire vägde antingen 7,15 ton (15 765 skålpund = 7 150,8837 kg) eller 5,74 ton (113-0-21 = 5740,665 kg), det finns olika data om detta och webbplatsen https://web.archive.org/web/20110726075612/http://www.gcna.org/data/GBGreatBells.html tror på den senare siffran. Den hade slagtonen giss (420.5 Hz) och göts av klockgjuteriet Taylor 1900 och ersatte då en klocka som göts
1703 och som vägde 1778 kg (35 cwt).
Great Bell hängdes upp för att ringas genom slow swinging, men hängde i kyrkan i bara ett år eftersom den såldes och flyttades till Downside Abbey och fick namnet ”Great Bede” (se här nedan), där den också stämdes ytterligare genom svarvning. Istället skaffade Beverley en ny klocka Great John (se ovan).

## Great Tom, Lincoln

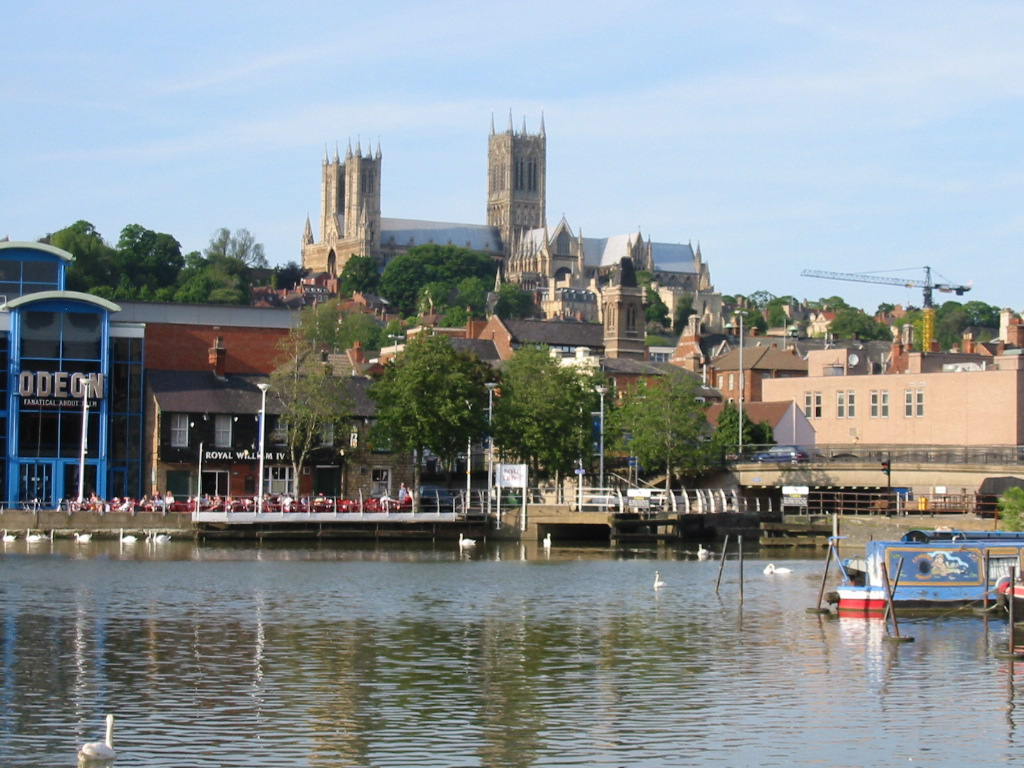
Katedralen i Lincoln från söder. Great Tom hänger i det stora mittornet (mitt på bilden).

Den största klockan i katedralen i Lincoln heter också Great Tom, liksom klockor i Oxford och London (kan vara namngiven efter klockan i Oxford, Oxford tillhörde fordom Lincolns stift). 

### Måttuppgifter, en typisk slagklocka
Great Tom väger idag 5,49 ton (5 486,65 kg omräknat till metersystemet; ~12 096(+/-56) skålpund = 5 tons 8 cwt = ~5486,65 kg). Vidare har den slagtonen a och en största diameter på 6,55 meter (6 553,2 mm omräknat till metersystemet), men höjden 1,83 meter (1828,8 mm). Denna låga höjd i förhållande till diametern är typisk för slagklockor som inte rings som ringklockor vid klockringningar. (Det gäller till exempel de båda slagklockorna i Göteborgs domkyrka.) Den hänger även tillsammans med fyra mindre slagklockor för tornuret, vilka göts av klockgjuteriet Taylor 1880.

### Upphängningsplats, omgjutningen 1834 och historia
Denna klocka hänger i mittornet Lincolns katedral och göts om av Thomas Hears på klockgjuteriet Whitechapel Bell foundry den 15 november 1834. Ursprungligen hängdes den upp för att ringas, men blev efter omgjutningen slagklocka istället, på grund av skakningarna och påfrestningarna på tornet av ringningen. Den hängde före omgjutningen i det nordvästra tornet.
Den nuvarande Great Toms föregångare var ursprungligen medeltida, men den göts om i början av 1600-talet (1610) och hängdes då upp 27 januari 1611. Den vägde någonstans mellan 3965,7581 kg och 4 488 kg enligt en äldre uppgift (79 cwt of (4013,385 kg).

### Webbkällor och externa länkar
- Bill Hibberts inspelning av klockan
- John Ketteringhams inspelning av klockan[död länk]
- Great Tom på Youtube:  och , samt växelringning i katedralen: , ,  och  (den sista med bilder på ringarna)

## Great Bede

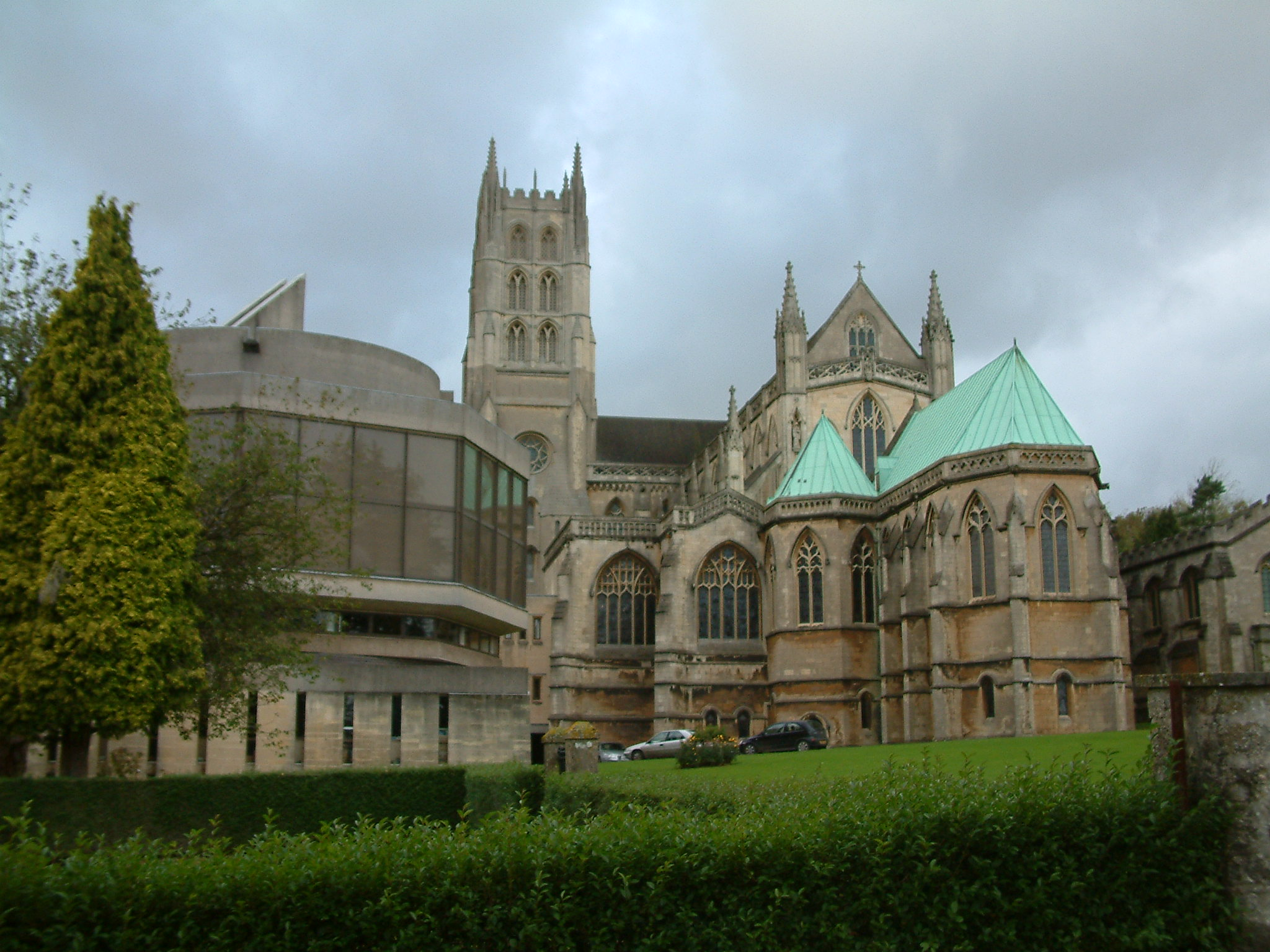
Downside Abbey.

Great Bede (uppkallad efter Beda venerabilis), finns i klosterkyrkan Basilica of St. Gregory the Great i det katolska benediktinerklostret Downside Abbey. Det ligger i Stratton-on-the-Fosse i grevskapet Somerset, sydväst om staden Bath.
Great Bede väger 5,42 ton (11 956 skålpund = 5 423,15 kg) eller 5,39 ton (106-3-0 = 5 386,41 kg). Den är samma klocka som Great Bell här strax ovan göts år 1900 av klockgjuteriet Taylor och köptes av klostret och installerades där 1901. Klockans reducering i vikt kan bero på en kraftig omstämning av klockan då ett par hundra kg svarvades bort.  En mycket mindre klocka ringer ofta tillsammans med Great Bede och båda rings med elektrisk motor, manuellt eller automatiskt skötta.

### Webbkällor och externa länkar
- Bill Hibberts inspelning av klockan
- John Ketteringhams inspelning av klockan[död länk]

## Great Tom, Sankt Paulskatedralen
Great Tom är Sankt Pauls-katedralens näst största klocka efter landets största klocka som också hänger i samma torn (se ovan), katedralens nordvästra torn. Innan Great Paul göts 1881 var den katedralens största klocka. Den fungerar idag som timklocka och hänger därför idag orörlig. Den gavs åt katedralen av kung Vilhelm III och hade tidigare hängt i det medeltida Westminsterpalatset.
Great Tom väger 5,2 ton (11 474 skålpund = 5 204,52 kg; eller 102-1-22 = ~5 182 kg) och göts om 1716 av Richard Phelps och har slagtonen aiss. Den tidigare klockan göts 1709 och listas på https://web.archive.org/web/20110726075612/http://www.gcna.org/data/GBGreatBells.html men inte här eftersom den vägde mindre än fem ton. När klockan göts om 1716 tillfördes mer metall.

### Webbkällor och externa länkar
- Bill Hibberts inspelning av klockan
- John Ketteringhams inspelning av klockan[död länk]

## Tidigare näst största klockspelsklockani Manchesters stadshus
Den näst största klockspelsklockan i Manchesters stadshus (om andra klockor, se ovan) vägde omkring 5,08 ton (~11 200 +/-56 skålpund, 11 200 skålpund = 5 080,2 kg). Den göts av klockgjuteriet Taylor och skrotningsvikten 1936 var 99-3-21 (11 193 skålpund). Metallen användes för att gjuta det nya klockspelet.